# Adunanza plenaria
L'adunanza plenaria è un tipo di adunanza nella quale si riunisce il Consiglio di Stato italiano, quando siede in veste giurisdizionale.

## Funzioni
Delibera sulle attività che possono dare contrasti giurisprudenziali di notevole rilievo.
In caso di pronunzie dell'Adunanza plenaria del Consiglio di Stato, essa svolge, nell'ambito della giurisdizione amministrativa, una funzione nomofilattica in senso stretto: alla stessa stregua delle sentenze delle sezioni semplici, l'organo ricevente è tenuto ad attenersi alle sue sentenze.

## Articolazione
Essa vede la partecipazione del presidente, più dodici consiglieri scelti dall'ufficio di presidenza.

È presieduta dal presidente del Consiglio di Stato. Ciascuna sezione giurisdizionale apporta 4 consiglieri.

## Differenza con la sede consultiva
L'Adunanza plenaria non va confusa con l'Adunanza generale: questa comprende le sei sezioni, due di competenza consultiva e quattro di competenza giurisdizionale-amministrativa del Consiglio di Stato, riunite per casi particolari per deliberazioni in materia consultiva. 
Il Consiglio di Stato nelle funzioni consultive si pronuncia mediante pareri: facoltativi, obbligatori, vincolanti e parzialmente vincolanti. 
Sono pareri facoltativi quelli ove è rimesso all'organo richiedente la libertà di richiederli o meno;

sono obbligatori quei pareri che l'organo è tenuto a chiedere ma non ad attenersi, sono vincolanti quando l'organo è tenuto a chiederli e attenersi; 

sono parzialmente vincolanti quelli ove l'organo deve richiedere la pronuncia del Consiglio di Stato, ma può disattendere purché tenga conto di taluni limiti.